# آدم‌ربایی گومسوری ۲۰۱۴
آدم‌ربایی گومسوری ۲۰۱۴ (به انگلیسی: 2014 Gumsuri kidnappings) رویدادی به تاریخ ۱۳ دسامبر ۲۰۱۴ بود که در طی آن، بین ۱۷۲ تا ۱۸۵ نفر روستایی در روستای گومسوری توسط شبه نظامیان بوکوحرام ربوده شدند. بین ۳۲ تا ۳۵ نفر هم کشته شدند.

## شرح رویداد
مردان مسلح شب‌هنگام با کامیون‌هایشان به روستا رسیدند و از دو جهت به روستا حمله کردند. آنها ابتدا به مردان روستا تیراندازی کردند. در حین حمله، آنها تکبیر می‌گفتند. سپس به دنبال زنان و کودکان گشتند. آنها نیمی از روستا را با بمب‌های بنزینی، به آتش کشیدند. آنها زنان و کودکان روستایی را با خود سوار کامیون کرد و بردند.

## بعد از رویداد
با وجود اینکه کشتار و آدم‌ربایی در ۱۳ دسامبر روی داد، ولی تا ۱۷ دسامبر هیچ خبری از آن درز نکرد، چرا که مردان مسلح برج‌های ارتباطاتی را در منطقه نابود کرده بودند. خبر این واقعه زمانی پدیدار شد که افراد زنده مانده روستایی، به شهر مایدوگوری رسیدند.

## بازتاب
ایالات متحده آمریکا آدم‌ربایی را محکوم کرده و گفت: «ما از چنین جنایتی تبری می‌جوییم، که خسارت وحشتناکی به مردم نیجریه وارد کرده‌است و ما به قربانیان و خانواده‌هایشان تسلیت می‌گوییم».